# 물리학자들
《물리학자들》(독일어: Die Physiker)은 스위스의 작가 프리드리히 뒤렌마트의 2막으로 이루어진 희곡으로 1961년에 발표되었으며, 같은 해에 초연하였다.

## 줄거리
순수한 학문적 열망으로 핵을 연구하는 물리학자 뫼비우스는 자신의 핵 이론의 파괴성을 인식한다. 그래서 자신의 이론을 세상에 알리지 않기 위해 스스로 정신병원에 들어간다.
천재적인 물리학자였던 뫼비우스의 행적을 주시하던 물리학자이자 정보요원인 보이틀러(첩보명 뉴턴)와 에르네스티(첩보명 아인슈타인)는 핵 방정식을 발견한 뫼비우스를 각자 자신들의 나라에 영입하기 위해 정신병자로 가장하여 정신병원에 잠입한다.
물리학자를 개인적으로 간호하는 3명의 개인 간호원들은 자신들이 돌보는 물리학자들이 정신병자라는 것을 의심하기 시작하고, 물리학자들은 자신이 정신병자가 아니라는 것을 은폐하기 위해 3명의 개인 간호원들을 차례차례 살해한다.
연속되는 살인사건때문에 경찰이 조사에 착수하게 되고, 이 사건으로 이들은 외부 세계와 단절되게 된다.
물리학자들은 이 때가 뫼비우스를 빼돌릴 절회의 기회라고 생각한다. 그래서 뫼비우스에게 자신들의 신분을 밝히고, 각자의 이데올로기로 뫼비우스를 설득한다. 하지만 뫼비우스는 자신들 (뫼비우스, 뉴턴, 아인슈타인)이 세상에 알려져서는 안 될 존재임을 들며 그들이 자신과 함께 정신병원에 남기를 권유한다. 정보요원들도 결국 정신병원에 남기를 동의하고, 핵 방정식을 정리한 문서들을 모조리 불태운다.
하지만 뫼비우스의 이론체계가 정신병원의 여의사에게 유출되고 여의사는 이 이론체계를 통해 세계를 지배하려 든다. 결국 뫼비우스는 절망하고 만다.